# Mariya Shubina
Mariya Shubina (em russo:  Мария Тимофеевна Шубина, Protasovo, Mordóvia, 8 de maio de 1930 – 20 de abril de 2025) foi uma canoísta russa.

## Carreira
Foi vencedora da medalha de Ouro em K-2 500 m em Roma 1960.

## Morte
Shubina morreu no dia 20 de abril de 2025 aos 94 anos.